# Ischnomyia albicosta
Ischnomyia albicosta is een vliegensoort uit de familie van de Anthomyzidae. De wetenschappelijke naam van de soort is voor het eerst geldig gepubliceerd in 1849 door Walker als Diastata albicosta.